# Blåler
Blåler er ler, hvis farve er bestemt af, at jernindholdet findes i den sorte ferro-form. Hvis leret bliver iltet, går jernindholdet over i ferri-formen og bliver rustrødt, og i det tilfælde får man i stedet "rødler". Blåler vil derfor normalt være det dybest liggende, mens rødleret vil findes i det øverste lag.
Blåler bliver gult ved brænding.
Det er vanskeligere at bearbejde ved keramisk arbejde, da det har en højere risiko for at revne ved brænding sammenlignet med rødler.
Gule mursten er lavet af blåler.